# AROUGE
AROUGE (アルージュ) は1981年から1986年にかけてメジャーで活動したヘヴィメタル、ハードロックバンドである。

## 概要
橘高文彦が高校生の頃、福田純と中心にハードロック・バンド、スリージー・ラスター (Sleazy Luster) として結成した。デビュー以前に、ヤマハのEastWestコンテストに出場し、橘高文彦がベスト・ギタリスト賞、バンドとして優秀賞を獲得する。EastWestコンテストには有頂天、筋肉少女帯、Y・T・Jなどもエントリしていた。幾度かのメンバーチェンジを経て、1984年にAROUGEと改名してメジャー・デビューを果たす。デビュー当時、メンバーの平均年齢は18歳だった。1986年に第一次ヘヴィメタル・ブームの衰退、セールスの厳しさなどにより解散。

## 来歴
- 1981年、橘高文彦と福田純が中心になって、スリージー・ラスターを結成。
- 1982年、EAST WESTコンテストに出場。橘高文彦がベスト・ギタリスト賞、バンドとして優秀賞を獲得する。
- 1983年、浜田麻里のバック・バンドとして応募したところ、そのままのバンド体勢でデビューすることになる。
- 1984年、メジャー・デビュー。デビューを機にAROUGEと改名された。
- 1984年、11月にデビュー・アルバム『AROUGE〜暴虐の貴公子〜』をリリース。
- 1986年、6月にラスト・ライヴを行い解散。
- 2004年、デビュー20周年を記念して『AROUGE〜暴虐の貴公子〜』を未発表音源を加えて再発。
- 2005年、橘高文彦＆フレンズの『NEVER ENDING STORY』に山田晃士が「傀儡のワルツ」、「指」で参加。
- 2010年、10月24日にLIQUIDROOMにて行われた、橘高文彦デビュー25周年（スケジュールの都合で26年目での開催となった）ライブにAROUGEとしてデビュー時メンバーで出演。
- 2010年、『ドリーム キャッスル ～ベスト・オブ・橘高文彦～』
- 2015年、5月10日に目黒THE LIVE STATIONにて、橘高文彦デビュー30周年記念LIVEを行う。

## メンバー
- 橘高文彦（ギター）
- 福田純（ベース）
- 山田晃士（ボーカル）
- 青柳浩一郎（ドラム）

## ディスコグラフィー

### アルバム
- AROUGE〜暴虐の貴公子〜 (1984年11月) 
  - 橘高文彦によるセルフ・プロデュース。収録曲『Play A Game』は山本恭司から曲提供されている。
- AROUGE〜暴虐の貴公子〜 + 11 RARE TRACKS (2004年12月)
  - 『AROUGE〜暴虐の貴公子〜』のリマスターに、デモ・トラックや秘蔵テイクなど11曲を加えた再発盤。

### デモテープ
- Sleazy Luster (1983年)
  - スリージー・ラスター時代のデモテープ、のちに『AROUGE〜暴虐の貴公子〜 + 11 RARE TRACKS』に収録

### 映像作品
- Fumihiko Kitsutaka 25th Anniversary ~LIVE! Dream Castle（DVD）(2011年4月6日)
  - DISC1のM3「No! No! No!」、M4「Remember」、M5「Tonight」、M6「Chains」に参加
- 橘高文彦デビュー30周年記念LIVE“AROUGE" (BD) (2016年7月13日)

### 参加作品
- DREAM CASTLE 〜BEST OF FUMIHIKO KITSUTAKA〜 (2010年10月20日)
  - M7「Tonight (I Sing My Heartful Song for You)」、M15「Winter Days」収録